# Band (Textil)

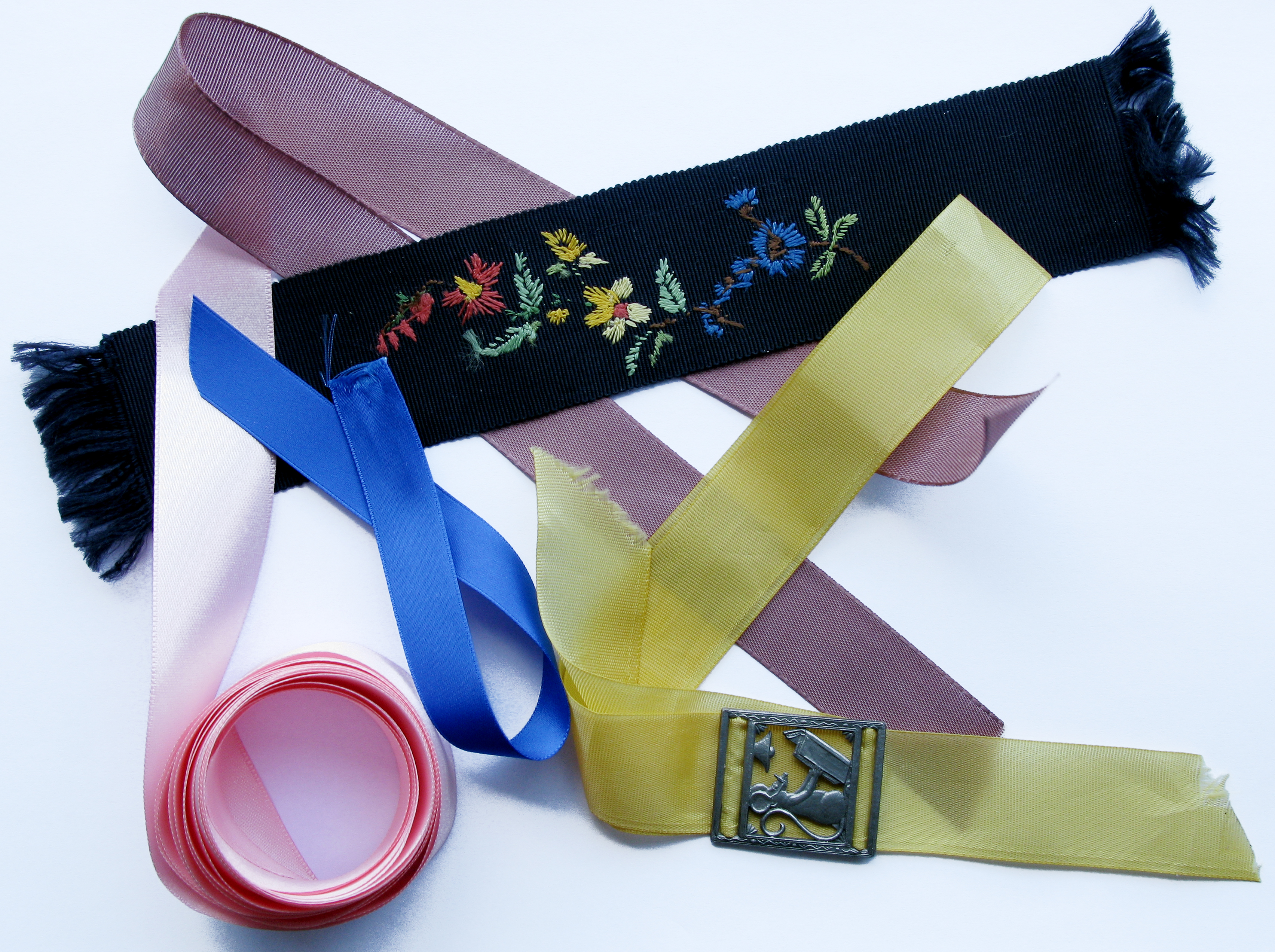
Besticktes Lesezeichen, Geschenkbänder, Zierbänder

Als Band werden Textilgewebe mit begrenzter Breite (bis 40 cm Breite) und festen, beidseitigen Webkanten bezeichnet. Das Weben von Bändern und Gurten hat sich aus der allgemeinen Weberei entwickelt.
Die in der Vergangenheit meist in Heimarbeit auf Bandwirkrahmen oder mehrgängigen Bandstühlen hergestellten Bänder aus Seide, Baumwolle und anderen Materialien dienten zum Binden, als Besatzstreifen, Schleifenschmuck und sonstigem modischen Aufputz. Auch gehören Bänder seit langem zum Brauchtum, insbesondere bei Trachten. Ihre Verwendung ist breit gefächert; sie reicht von den Namenstags- und Geburtstagsbändern der Kinder, über die buntgeschmückten Hüte der Rekruten, die Schärpen der Diplomaten und Vereinsvorstände bei festlichen Aufzügen, den Handwerkerbändern an den Stubenschildern der Zünfte, den Fahnen von Verbänden und Vereinen, den Lauten- und Tanzbändern, bis hin zu den Kornbändern der Erntebräuche des 19. Jahrhunderts. Eine besondere Gruppe bilden in diesem Zusammenhang die sogenannten Vivatbänder. 
Auf den Bandwebmaschinen (siehe Bandweberei) der neueren Zeit werden zum Beispiel Hut- und Schreibmaschinenbänder, Gurtbänder für Rollläden, Lesezeichenbänder für den Buchdruck, Bänder für das Einpacken von Geschenken sowie für das Etikettieren von Kleidungsstücken fabriziert. Besonders hoch sind in diesem Zusammenhang die Anforderungen an Produkte wie zum Beispiel Sicherheitsgurte in Verkehrsmitteln und Spanngurte im Transportwesen.

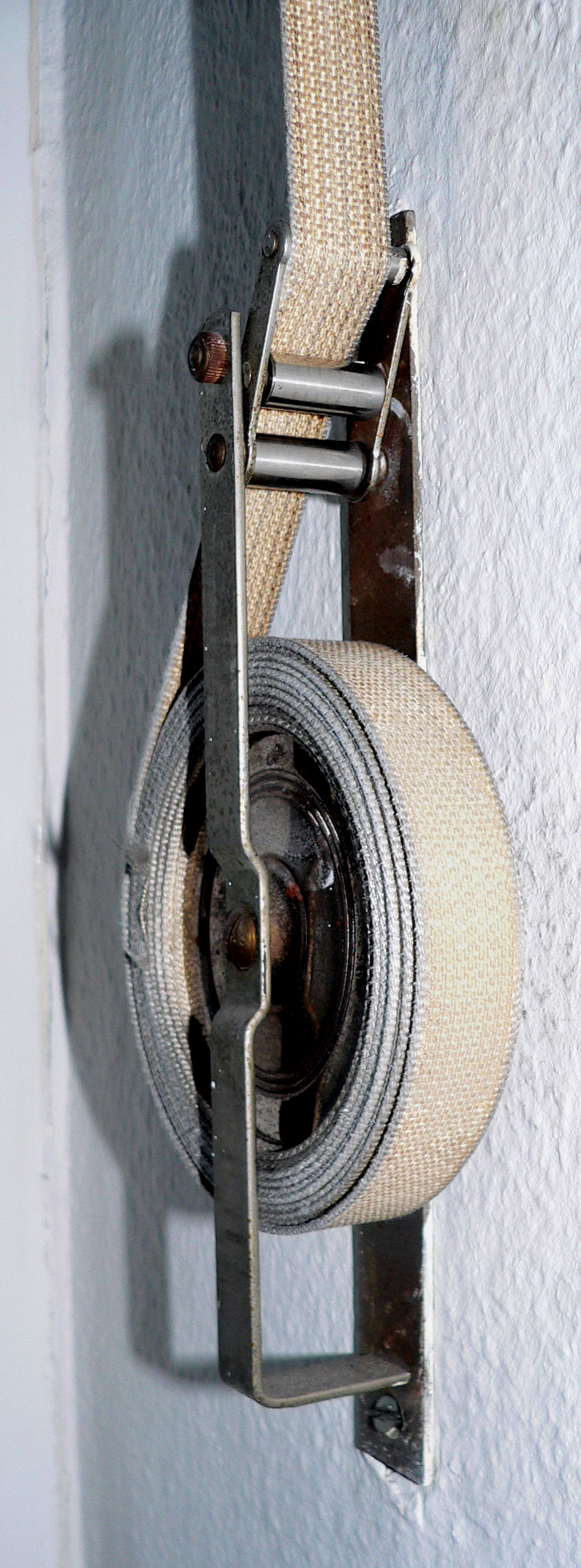
Aufroller am Rollladen

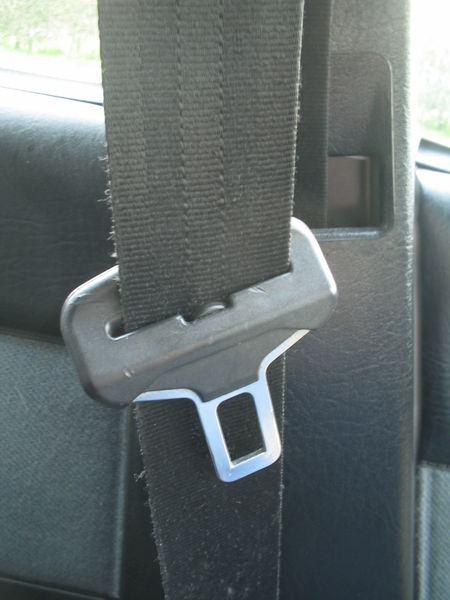
Sicherheitsgurt

Seit etwa den 1970er Jahren werden schmale Textilien vorwiegend auf Nadelwebmaschinen gewebt. Die Maschinen können mit einer Jacquardeinrichtung für komplexe Muster mit bis zu mehreren Dutzend Farben oder für Bänder mit wechselnder Breite mit zwei Websystemen hintereinander ausgestattet sein. Elastische Bänder, Sicherheitsgurte, Gardinenband, Saumband und andere Gewebebandarten werden auf Spezialmaschinen hergestellt.